# Vinos de Madrid

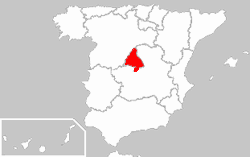
Lage der Region Madrid in Spanien

Vinos de Madrid ist ein Weinbaugebiet mit Herkunftsbezeichnung (D.O. seit November 1990) in der Region Madrid in Spanien. Die Gesamtrebfläche beträgt aktuell ca. 11.800 Hektar. Das Klima ist stark kontinental geprägt mit kalten Wintern und warmen bis heißen Sommern; die Jahresniederschlagsmenge beträgt nur 460 mm (in der Subzone Arganda) bis 650 mm (in der Subzone San Martin) und die Sommertemperaturen liegen häufig bei 35 °C. Im Jahr 1914 (also ca. 30 Jahre später als in Frankreich und Nordspanien) wurde das Gebiet, das seinerzeit über 60.000 Hektar Rebfläche umfasste, verheerend von der Reblaus befallen. Dies zwang die Winzer zu Neuanpflanzungen und wurde auch dazu genutzt, bessere Rebsorten zu pflanzen und den Qualitätsstandard zu heben.
Insgesamt ca. 3000 Winzer arbeiten den 26 Bodegas und 13 Kooperativen der Region zu.

## Rebsorten

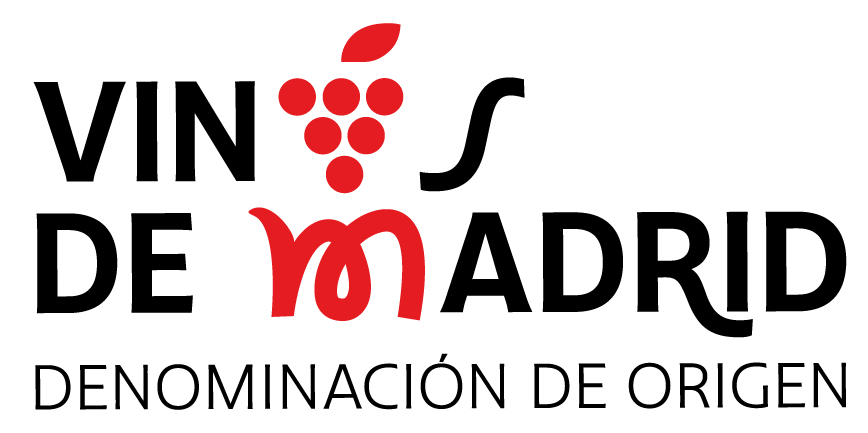
Logo Denominación de Origen Vinos de Madrid

In der Region werden Weißwein, Roséwein und Rotwein ausgebaut. Die zugelassenen Rebsorten sind:
- weiß: Malvar (2056 Hektar Anbaufläche), Airén (1179 ha), Albillo, Parellada, Macabeo, Torrontés und Moscatel de Grano Menudo.
- rot: Garnacha (2772 ha), Tempranillo hier auch Tinto Fino genannt (1036 ha), Merlot, Cabernet Sauvignon sowie neuerdings Syrah.

## Subzonen des Weinbaugebiets Vinos de Madrid

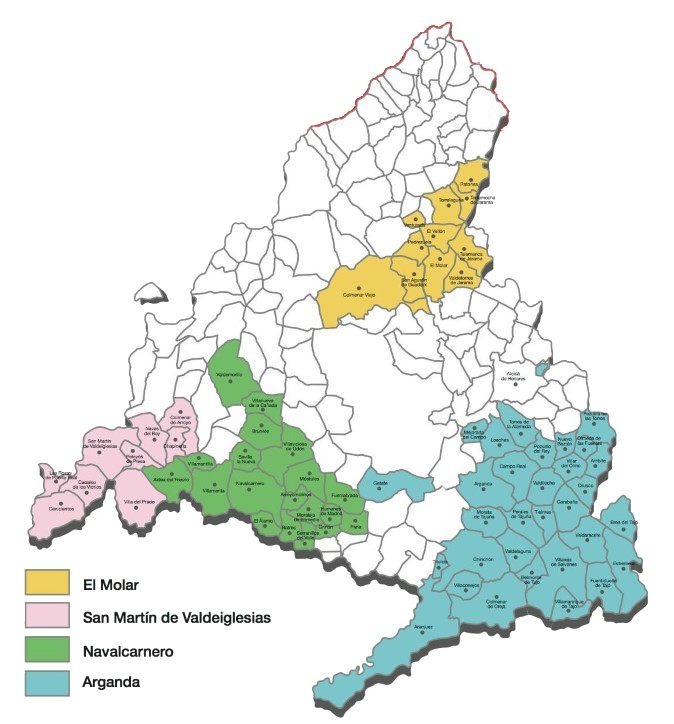
Vinos de Madrid DOP, Subzonen.

Das Weinbaugebiet Vinos de Madrid ist in vier Subzonen aufgeteilt.

### Subzone Arganda
In insgesamt 26 Gemeinden der Region sind insgesamt 5830 Hektar Rebfläche bestockt. Aus den Rebsorten Malvar und Tempranillo entstehen junge und frische Rotweine sowie fruchtige angenehme Weißweine. Zugelassen sind Rebflächen in den Gemeinden Ambite, Aranjuez, Arganda del Rey, Belmonte de Tajo, Brea de Tajo, Campo Real, Carabaña, Colmenar de Oreja, Chinchón, die Finca „El Encín“ in Alcalá de Henares, Estremera, Fuentidueña de Tajo, Getafe, Loeches, Mejorada del Campo, Morata de Tajuña, Nuevo Baztán, Olmeda de las Fuentes, Orusco, Perales de Tajuña, Pezuela de las Torres, Pozuelo del Rey, Tielmes, Titulcia, Torres de la Alameda, Valdaracete, Valdelaguna, Valdilecha, Villaconejos, Villamanrique de Tajo, Villar del Olmo und Villarejo de Salvanés.

### Subzone El Molar
In insgesamt 11 Gemeinden der Region: Colmenar Viejo, El Molar, El Vellón, Patones de Arriba, Pedrezuela, San Agustín del Guadalix, Talamanca de Jarama, Torrelaguna, Torremocha de Jarama, Valdetorres de Jarama und Venturada.

### Subzone Navalcarnero
In insgesamt 19 Gemeinden der Region sind insgesamt 2107 Hektar Rebfläche bestockt. Hier werden vorrangig Rot- und Roséweine aus der Rebsorte Garnacha angeboten. Die Rotweine neigen zu Oxidation und verlieren schnell ihre tiefdunkle Farbe. Die Weinberge verteilen sich auf die Gemeinden El Álamo, Aldea del Fresno, Arroyomolinos, Batres, Brunete, Fuenlabrada, Griñón, Humanes de Madrid, Moraleja de Enmedio, Móstoles, Navalcarnero, Parla, Serranillos del Valle, Sevilla la Nueva, Valdemorillo, Villamanta, Villamantilla, Villanueva de la Cañada und Villaviciosa de Odón.

### Subzone San Martín de Valdeiglesias
In den 9 Gemeinden Cadalso de los Vidrios, Cenicientos, Colmenar del Arroyo, Chapinería, Navas del Rey, Pelayos de la Presa, Rozas de Puerto Real, San Martín de Valdeiglesias und Villa del Prado sind insgesamt 3821 Hektar Rebfläche bestockt. Die von der Regulierungsbehörde empfohlenen Rebsorten sind Garnacha und Albillo. Die Rotweine sind häufig körperreich und konzentriert im Geschmack.